# Twenty Foreplay
A Twenty Foreplay Janet Jackson amerikai pop- és R&B-énekesnő második, utolsó kislemeze Design of a Decade 1986/1996 című válogatásalbumáról. Egyike a két új dalnak, ami szerepel az albumon (a másik a kislemezen már megjelent Runaway).

## Háttere
A dal szokatlan tempójú és felépítésű: lassú dalként kezdődik, majd felgyorsul a tempója, és nem oszlik versszakokra és refrénre. A dal a szerelmeskedésről szól, címe angol szójáték a twenty-four (huszonnégy) és foreplay (előjáték) szavakra. Az album több dalához hasonlóan a CD nemzetközi kiadásán szereplő változat rövidebb, mint az amerikai kiadáson lévő, hogy kettővel több dal férhessen az albumra. A teljes változat a Twenty Foreplay (Slow Jam Fantasy Mix), amiben több szöveg van.

## Fogadtatása
A dal az Egyesült Államokban nem jelent meg kislemezen kereskedelmi forgalomban, emiatt az akkori szabályok alapján nem kerülhetett fel a Billboard Hot 100 slágerlistára, de az R&B/Hip Hop Airplay listán a top 40-be került. Ausztráliában nagy sikert aratott, a top 30-ba jutott.

## Videóklip és remixek
a Twenty Foreplay videóklipjét Keir McFarlane rendezte. A klipet az Amerika első afroamerikai szexszimbólumaként számon tartott Dorothy Dandridge ihlette, akinek Jackson a rajongója. A fekete-fehérben forgatott klip 1950-es évekbeli hangulatú, Janet Dandridge-et játssza el benne különféle fényes hollywoodi eseményeken (filmbemutatók, sajtókonferencia).

### Hivatalos remixek listája
- Twenty Foreplay (Album Version – US) 6:08
- Twenty Foreplay (Album Version – International) 5:20
- Twenty Foreplay (Junior’s Jungle Club Mix) 9:56
- Twenty Foreplay (Junior’s Dub Mix) 9:01
- Twenty Foreplay (Radio Club Mix) 5:02
- Twenty Foreplay (Radio Club Mix Edit) 3:42
- Twenty Foreplay (Slow Jam Edit) 4:26
- Twenty Foreplay (Slow Jam Mix) 4:50
- Twenty Foreplay (Slow Jam Bedtime Edit)
- Twenty Foreplay (Slow Jam Bedtime Mix) 6:19
- Twenty Foreplay (Slow Jam Fantasy Edit) 5:20
- Twenty Foreplay (Slow Jam Fantasy Mix) 6:19
- Twenty Foreplay (Slow Jam International Edit) 4:26
- Twenty Foreplay (Slow Jam Video Edit) 4:50
- Twenty Foreplay (The Raw Dub Mix) 6:59
- Twenty Foreplay (Tribal Beats Mix) 2:58
- Twenty Foreplay (Tribal Vocal Mix) 6:59
- Twenty Foreplay (UK Edit) 3:13

## Változatok
| 12" maxi kislemez (USA) 1. Twenty Foreplay (Junior’s Jungle Club Mix) 2. Twenty Foreplay (Junior’s Dub Mix) 3. Twenty Foreplay (Tribal Beats Mix) 4. Twenty Foreplay (The Raw Dub Mix) 5. Twenty Foreplay (Tribal Vocal Mix) 6. Twenty Foreplay (Slow Jam Fantasy Mix) CD kislemez (Ausztrália) 1. Twenty Foreplay (Slow Jam International Edit) 4:26 2. Runaway (Jam & Lewis Street Mix Edit) 3:23 3. Runaway (Jam & Lewis Ghetto Mix) 4:54 4. Twenty Foreplay (Slow Jam Video Edit) 4:50 | CD kislemez (Egyesült Királyság) 1. Twenty Foreplay (Slow Jam International Edit) 2. The Pleasure Principle (Legendary Radio Mix) 3. Alright (CJ Radio Mix) 4. The Pleasure Principle (Legendary Mix) CD kislemez (Egyesült Királyság) + poszter 1. Twenty Foreplay (Slow Jam International Edit) 2. Runaway (Album Version) 3. When I Think of You (Album Version) 4. Let’s Wait Awhile (Album Version) |

## Helyezések
| Slágerlista (1996)                            | Legmagasabb helyezés |
| --------------------------------------------- | -------------------- |
| USA Billboard Hot R&B/Hip-Hop Singles Airplay | 32                   |
| USA Billboard Rhythmic Top 40                 | 29                   |
| USA Top Mainstream 40                         | 36                   |
| USA ARC Top 40                                | 16                   |
| Ausztrál ARIA Top 50                          | 29                   |
| Brit kislemezlista                            | 22                   |
| Dél-afrikai kislemezlista                     | 9                    |
| Holland kislemezlista                         | 41                   |
| Kanadai kislemezlista                         | 27                   |
| Német kislemezlista                           | 74                   |
| Új-zélandi RIANZ kislemezlista                | 38                   |